# Goodbye, Goodbye
Goodbye, Goodbye är en låt av den kanadensiska popduon Tegan and Sara, inspelad för deras sjunde album Heartthrob (2013). Låten, som producerades av Greg Kurstin, gavs ut som promosingel den 17 september 2013.
Låten nådde plats 30 på Kanadas singellista Canadian Hot 100.

## Bakgrund
Om låten har Sara sagt: "Jag ville skriva en låt om att göra slut men jag ville att det skulle vara en sådan låt där det är intimt. [...] Du är inte arg på personen och du försöker inte bli tillsammans igen".

## Musikvideo
Videon till låten regisserades av Natalie Rae Robison. Den hade premiär på webbplatsen Digital Spy den 17 september 2013.

## Listplaceringar
| Lista (2013–14)           | Högsta position |
| ------------------------- | --------------- |
| Kanada (Canadian Hot 100) | 30              |